# فيردينانديا
فِردِنَنْدِية أو فِردِنَنْدِيا أو (نقحرة: فردينانديا) (بالإيطالية: Ferdinandea)‏ هي جزيرة بركانية غارقة تشكل جزءاً من بركان إيمبيدوكليس تحت الماء المكتشف حديثاً وتقع على بعد 30 كيلومتراً (19 ميلا) جنوب صقلية. تعد واحدة من عدد من البراكين تحت الماء المعروفة باسم كامبي فليغري ديل مار دي سيشيليا.